# 돈 라폰테인
돈 라폰테인(영어: Don LaFontaine, 1940년 8월 26일 ~ 2008년 9월 1일)은 미국의 배우이다. 다수의 할리우드 영화 예고편의 목소리를 맡았다.
2008년 9월 1일 기흉으로 세상을 떠났다.

## 같이 보기
- 핼 더글러스
- 닉 테이트
- 퍼시 로드리게스